# Robinsonia boliviana
Robinsonia boliviana är en fjärilsart som beskrevs av Adalbert Seitz 1921. Robinsonia boliviana ingår i släktet Robinsonia och familjen björnspinnare. Inga underarter finns listade.